# قزل داغ
قزل داغ (بالفارسية: قزل‌داغ) هي منطقة سكنية تقع في قسم تشاراويماق المركزي في إيران. يقدر عدد سكانها بـ 197 نسمة .